# ニコス・フリストドゥリディス
ニコス・フリストドゥリディス（フリストドゥリデス、ギリシア語:  Νίκος Χριστοδουλίδης、1973年12月6日 - ）は、ギリシャ系キプロス人の政治家。2023年2月28日にキプロス共和国の第8代大統領に就任。
2018年から2022年まで外相を、2014年から2018年までは政府報道官を歴任。

## 人物
1973年、キプロス南部のパフォス地区のゲロスキプに生まれる。ニューヨーク市立大学クイーンズ校で政治学、経済学及び現代ギリシャ研究の学士号を取得し、ニューヨーク大学で政治学の修士号を、マルタ大学で外交学の修士号を、アテネ大学の政治学および行政学科の博士号を取得している。1999年から2013年まで外交官を務めた。その間、フリストドゥリディスはキプロス共和国外務省外交政策局局長、在ギリシャキプロス大使館公使次官、在英国キプロス共和国高等弁務官総領事など、キプロスの外交において功績を積んでいる。キプロス大学では歴史考古学科で戦後の世界史について、講義を行った。
2018年にニコス・アナスタシアディス大統領より外務大臣に任命される。同年6月にイスラエルを訪問し、同国のベンヤミン・ネタニヤフ首相やルーベン・リブリン大統領と地域の発展とエネルギーおよび緊急事態における二国間関係の強化について会談。トルコの侵略とイスラエルからキプロスを経由して、ギリシャにエネルギーを供給する東地中海パイプラインの完成させることを約束した。同年5月、フリストドゥリディスは国連に対し、再統一に関する交渉の再開に向けて準備するよう公式に要請。同年7月17日、フリストドゥリディスはブリュッセルでフェデリカ・モゲリーニ外務担当上級代表と「行き詰まったキプロス和平交渉を再開するために、EUが果たす役割」について会談。訪問中、フリストドゥリデスは、キプロスには「新たな交渉が失敗する余裕はない、トルコは欧州の基準と国際法を遵守しなければならない」と主張。2021年4月5日、フリストドゥリディスはセルビアのアレクサンダル・ブチッチ大統領からセルビア国勲章を授与される。2022年には翌年の大統領選挙に立候補者になるか数ヶ月、憶測されていた。
同年1月11日には外務大臣を辞職し、同年6月に立候補を発表。2023年大統領選挙は2回に渡って行われた。同年2月12日の決選投票では、51.92%対48.08%でアンドレアス・マヴロイアニス元国連大使に勝利した。これにより、フリストドゥリディス政権が発足した。